# Dalbergia caudata
Dalbergia caudata är en ärtväxtart som beskrevs av George Don jr. Dalbergia caudata ingår i släktet Dalbergia, och familjen ärtväxter. Inga underarter finns listade i Catalogue of Life.